# Il-Ġebla tal-Ġeneral
Il-Ġebla tal-Ġeneral (engelska: Fungus Rock) är en klippa i republiken Malta.   Den ligger utanför ön Gozo i kommunen San Lawrenz, i den nordvästra delen av landet, 30 kilometer nordväst om huvudstaden Valletta. Il-Ġebla tal-Ġeneral ligger 16 meter över havet.
Närmaste större samhälle är Santa Luċija, 4 kilometer öster om Il-Ġebla tal-Ġeneral.